# Cara Van der Auwera
Cara Van der Auwera (Antwerpen, 17 september 1981) is een Belgische actrice, zangeres en (radio)presentatrice.

## Biografie
Cara Van der Auwera studeerde muzische vorming (dans, muziek, toneel) in Antwerpen en vervolgens klassieke zang aan het Conservatorium van Gent.
Ze is bekend geraakt als zangeres bij muziekgroep Spring. Zij speelde de rol van Chantal in de Ketnet-reeks Spring. In 2006 verliet ze samen met Anneleen Liégeois de band en de serie. Op televisie presenteerde Cara eerder al een kinderprogramma en een toeristisch programma op Vitaya. Haar stem was te horen in de tekenfilmreeks De Drakenjagers op Ketnet. Cara zorgde ook voor de stemmen van uiteenlopende figuren in de film Robots. Sinds september 2005 is ze op VT4 te zien als omroepster. Ook presenteerde ze een tijdje Donnamour op Radio Donna, maar door haar drukke bezigheden met o.a. VT4 moest ze hiermee stoppen.
Met Spring deed ze in 2004 mee aan de Belgische voorrondes van het Eurovisiesongfestival.
In het woonprogramma Huizenjacht presenteerde ze sinds 2006 de rubrieken Waar voor je geld en Huizenjacht gaat vreemd. In 2007 presenteerde ze ook nog Schoondochter Gezocht. In 2009 was Cara te zien in het nieuwe seizoen van Huizenjacht. Daar stopte ze nadien mee om te werken als nieuwsanker voor Vlaanderen Vandaag.
In 2011 werd Vlaanderen Vandaag stopgezet en verdween Van der Auwera even uit de televisiewereld. In 2012 stapte ze over naar de VRT, waar ze meewerkte aan Iedereen beroemd.
In juni 2014 stapte ze over naar radiozender Klara.  Zij presenteerde er o.a.: ‘Espresso’, ‘Klara zoekt Academie’ en ‘Klara serveert’. Sinds 2020 is ze ook de samenstelster en presentatrice van ‘Caramba’, een zaterdagavondprogramma bij Klara.
Cara Van der Auwera presenteert eveneens het televisieprogramma ‘Wonen’ voor de regionale zenders TVL, ATV en TV-Oost. In november en december 2017 waren er de succesvolle reünieconcerten van Spring Throwback Thursday n.a.v. 20 jaar Ketnet in het Antwerps Sportpaleis.

## Televisiefictie
- Spring
- Gastrol in de serie Kosmoo (2017)

## Televisieprogramma's
- Eurosong Bizz (2004)
- Eurosong 2004 (2004)
- Let's Dance (2006)
- Steracteur Sterartiest (2006)
- Huizenjacht (2006-2010)
- Schoondochter Gezocht (2007)
- Alles Nieuw (2008-2009)
- Vlaanderen Vandaag (2011)
- Wonen (2017-heden)

## Radioprogramma's
- Radio Donna - Donnamour
- JOE fm - Heartbeats
- JOE fm - De Ochtendjoe (in het weekend)
- Klara - Espresso, een ochtendprogramma van de klassieke muziek radiozender van de VRT (2014-heden)
- Klara - Klara zoekt academie (2016-heden)

## Filmografie
- Robots (Vlaamse versie)
- Chasseurs de dragons (Vlaamse versie)

## Muziek

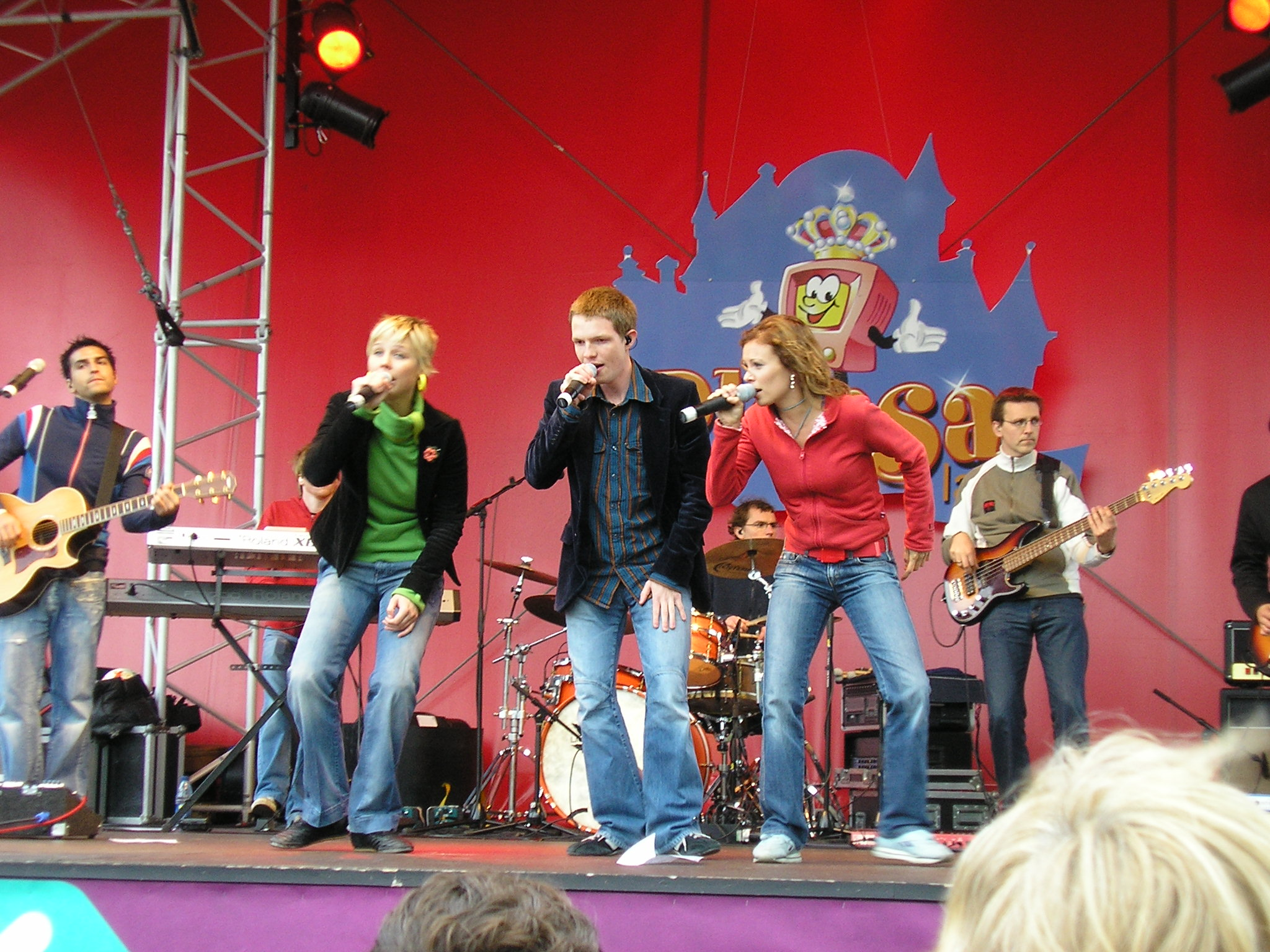
Van der Auwera (links op de eerste rij) met Spring in 2006

Van der Auwera maakte tussen 2003 en 2006 deel uit van de muziekgroep Spring. Met deze groep scoorde ze heel wat hits. In 2011 bracht ze de cd "Cara & De Kapoentjes zingen de mooiste kinderliedjes" uit. Hierop zingt ze samen met enkele kinderen, de Kapoentjes, bekende kinderliedjes. Sindsdien vormt ze samen met 3 muzikanten de groep ‘Cara en de Caro’kes’. In 2016 schreef ze samen met Roel De Ruijter een reeks kleuterliedjes uitgegeven in de vorm van didactisch materiaal bij uitgeverij Zwijsen.

## Trivia
- In 2014, toen ze net bij Klara werkte, nam ze tijdens het ochtendprogramma 'Espresso' een interview af van Chantal Pattyn over de Biënnale van Venetië. Het nethoofd nam volgens Van der Auwera te veel haar tijd om een uitleg te doen, waarop ze onderbroken werd door muziek en daarna nog eens door een nieuwsbericht.[3]

- MusicBrainz: eb12ea63-551b-4f76-b555-566517cfdd89
- Virtual International Authority File: 281591955

Laatste (per 2 januari 2009):
Joyce Beullens · Tom De Cock · Sebastian Decrop · Evy Gruyaert · Johan Henneman · Mark Heyninck · Anneleen Liégeois · Kris Luyten · Caren Meynen · Dave Peters · Marc Pinte · Thibaut Renard · Ann Reymen · Ben Roelants · Benjamien Schollaert · Elias Smekens · Stijn Smets · Lotte Stevens · Ann Van Elsen · Brecht Vanmeirhaeghe · Sofie Van Moll · David Van Ooteghem
Geschiedenis (1992–2009):
Jan Bosman · Ben Crabbé · Dominique Crommen · Erwin Deckers · Steve De Coninck-De Boeck · Kevin De Geest · Leen Demaré · Bart De Prez · Margot Derycke · Marc Deschuyter · Els Ermens · Michel Follet · Anne Gies · Jeroen Gorus · Walter Grootaers · Kristof Hayen · Geert Hoste · Mark Lefever · Kristien Maes · Kris Mannaerts · Luc Mertens · Johan Notenbaert · Sven Ornelis · Jaak Pijpen · Alexandra Potvin · Katja Retsin · Fien Sabbe · Bart Saerens · Mieke Scheldeman · Cara Van der Auwera · Iris Van Impe · Birgit Van Mol · Rob Vanoudenhoven · Evert Venema · Sofie Verbruggen · Ronald Verhaegen · Peter Verhulst · Jean Vijdt · Robin Vissenaekens · Albrecht Wauters · Niels William · Yasmine